# Pompei (film 2019)
Pompei è un film del 2019 diretto da Anna Falguères e John Shank.
Il film è stato presentato in anteprima nel flusso Discovery al Toronto International Film Festival del 2019.

## Trama
In seguito all'abbandono di suo padre, il giovane Victor deve prendersi cura del fratellino Jimmy mentre si guadagna da vivere con il furto di antichi manufatti dai vicini siti archeologici aiutato da altri bambini vagabondi. L'improvviso arrivo di Billie risveglia in Victor un romanticismo sfrenato e lo costringerà a dover scegliere tra la lealtà verso il suo capo Toxou e l'amore per la ragazza.